# Kuzminec Miljanski
Kuzminec Miljanski falu Horvátországban Krapina-Zagorje megyében. Közigazgatásilag Zagorska Selához tartozik.

## Fekvése
Krapinától 20 km-re délnyugatra, községközpontjától 3 km-re északra, a Horvát Zagorje északnyugati részén fekszik.

## Története
A településnek 1857-ben 203, 1910-ben 252 lakosa volt. Trianonig Varasd vármegye Klanjeci járásához tartozott. A településnek 2001-ben 35 lakosa volt.

## Külső hivatkozások
- Zagorska Sela község hivatalos oldala
- A zagorska selai plébánia honlapja